# Герострат (цар Арвада)

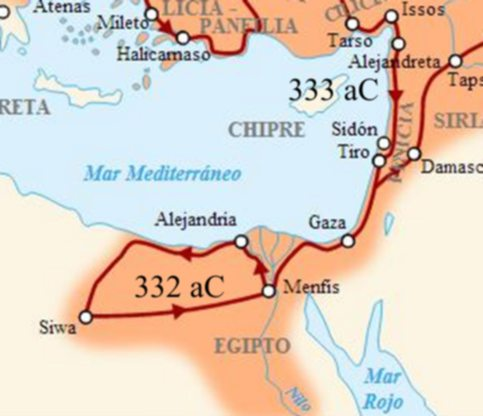
Дії македонської армії в 333-332 роках до н. е.

Геростарт (Герастрат; « під заступництвом Астарти »  ; фінік. Ger-ashtart, дав.-гр. Γηρόστρατος дав.-гр. Γηρόστρατος лат. Gerostratus - цар Арвада в 330-х роках до н. е. Один з останніх правителів міста, відомий з історичних джерел .

## Біографія
Герострат відомий з праць античних авторів, які писали про діяння царя Македонії Олександра Великого : Арріана і Квінта Курція Руфа      .
Про походження Герострата в древніх джерелах не повідомляється. Передбачається, що він міг бути сином Абдастарта, від імені якого в середині IV століття до н. е. в Арваді карбувалися монети. Правління Герострата датується 330-ми роками до н. е. Можливо, він зійшов на престол близько 339 року до н. е., так як остання зроблена за фінікійським зразком монета з його монограмою датована сьомим роком правління цього царя  .
Як данник Дарія III Герострат разом з царями Абдастартом II Сидонським, Азімілком Тирським і, можливо, Еніелом Біблським брав участь у війні Ахеменідської держави з Македонією . Командуючи арвадськимі судами, Герострат приєднався до перського  флоту, який очолювався Автофрадатом   та  діяв в Егейському та Середземному морях    .
Коли в 333 році до н. е. перське військо зазнало поразки в битві при Іссі, і македонці вторглися в Фінікію, син Герострата Абдастарт, залишений батьком управляти Арвадом, без будь-якого опору підкорився Олександру Великому. Дізнавшись про здачу Арваду, Герострат покинув перський флот і втік до Сидону . Незабаром він виплатив македонському царю велику суму, що дозволило йому повернутися в свої володіння і правити разом з сином на правах співправителя. У 332 році до н. е., вже перебуваючи на службі у Олександра Великого, Герострат командував арвадськими судами під час облоги Тіра македонянами. Після смерті Герострата єдиновладним правителем Арваду став його син Абдаштарт      .